# Colombo FC
El Colombo FC es un equipo de fútbol de Sri Lanka que juega en la Liga Premier de Sri Lanka, la máxima categoría de fútbol en el país.

## Historia
Fue fundado en abril del año 2008 en la capital Colombo e iniciaron en la tercera categoría en la temporada 2009/10, logrando el ascenso a la Primera División de Sri Lanka en la temporada 2011/12.
En el año 2010 se convirtió en el primer equipo de tercera categoría en avanzar hasta la quinta ronda de la Copa de Sri Lanka, donde perdieron 0-4 ante el Police SC. En el año 2015 ganaron la Copa de Sri Lanka al vencer 1-0 al Blue Star SC y también ganaron el título de la Liga Premier de Sri Lanka.

## Palmarés
- Liga Premier de Sri Lanka: 4

2015/16, 2016/17, 2017/18, 2023
- Copa de Sri Lanka: 1

2015
- Copa Silver: 3

2010, 2011, 2012
- Cargills Food City FA Cup: 1

2015
- City League President's Cup: 2

2016, 2017

## Entrenadores
- Dickson Silva (2008)[1]
- Sisira De Silva (2009)
- Subhani Hashimdeen (2010)
- Hassan Roomy (2010–Presente)